# Cerchiaraïta-(Fe)
La cerchiaraïta-(Fe) és un mineral de la classe dels silicats que pertany al grup de la cerchiaraïta.

## Característiques
La cerchiaraïta-(Fe) és un silicat de fórmula química Ba₄Fe3+₄O₃(OH)₃(Si₄O₁₂)[Si₂O₃(OH)₄]Cl. Va ser aprovada com a espècie vàlida per l'Associació Mineralògica Internacional el 2012, sent publicada l'any 2013. Cristal·litza en el sistema tetragonal. La seva duresa a l'escala de Mohs és 4,5. És l'anàleg ferro de cerchiaraïta-(Mn) (abans simplement cerchiaraïta) i de la cerchiaraïta-(Al). Químicament és semblant a la fencooperita, i una mica a la traskita i a la hyttsjöïta.
Les mostres que van servir per a determinar l'espècie, el que es coneix com a material tipus, es troben conservades a les col·leccions mineralògiques del Museu d'Història Natural del Comtat de Los Angeles, a Los Angeles (Califòrnia) amb els números de catàleg: 63515, 63516, 63517 i 63518.

## Formació i jaciments
Va ser descrita a partir de mostres recollides a la mina Cerchiara, situada al municipi italià de Borghetto di Vara (La Spezia, Ligúria), així com a Big Creek, dins el comtat de Fresno (Califòrnia, Estats Units d'Amèrica). També ha estat descrita en altres indrets dels Estats Units, Mèxic i el Canadà.